# Chemonastia
Chemonastia – reakcja nastyczna roślin na działanie czynnika chemicznego. Zachodzi między innymi podczas ruchów aparatów szparkowych, w odpowiedzi na zmiany stężenia CO2 i O2 oraz u roślin owadożernych podczas chwytania ofiary.